# Scuola delle trasmissioni e informatica
La Scuola delle trasmissioni e informatica è l'ente dell'Esercito specializzato nella formazione del personale da impiegare nei reparti dell'Arma delle trasmissioni, nonché a formare nella materia delle telecomunicazioni e dell'informatica tutto il personale di forza armata e dei carabinieri. La scuola è acquartierata presso la città militare della Cecchignola a Roma.

## Storia
La scuola affonda le proprie radici nella Scuola autonoma collegamenti R.T. nata nel 1944 a Nocera Inferiore su iniziativa degli alleati anglosassoni.
Nel dopoguerra le funzioni della scuola vennero inglobate in un reggimento addestrativo del genio a Bracciano presso la Scuola artieri e collegamenti dalla quale venne successivamente scissa il 1º gennaio 1946 la Scuola genio collegamenti R.T. venne posta alle dipendenze del Comando Scuole Centrali Militari con la denominazione "Scuola genio collegamenti" e distaccata presso la città militare della Cecchignola nell'attuale sede della caserma "Generale Perotti" inizialmente denominata "Caserma ex Cavalleria".
Nel luglio 1948, alcuni Ufficiali e Sottufficiali della Scuola genio collegamenti della Cecchignola ebbero l'incarico di attivare un analogo centro di addestramento a San Giorgio a Cremano, alla periferia sud di Napoli, nella nuovissima caserma "Antonio Cavalleri", che assunse la denominazione di "Scuola specializzati delle trasmissioni" dalla quale nel corso degli anni sono usciti generazioni di militari specializzati: radiomontatori, marconisti, telescriventisti, radiofonisti, centralinisti.
I militari di leva raggiungevano sia la Cecchignola che San Giorgio a Cremano dopo il CAR, mentre i graduati venivano immessi direttamente alle Scuole prima di raggiungere il battaglione.
Nel 1976 la "Scuola genio collegamenti" ha assunto la nuova denominazione di "Scuola trasmissioni".
Dal 1º ottobre 1988 la Scuola trasmissioni ha assunto la denominazione di "Scuola delle trasmissioni e informatica", diventando il Polo Trasmissioni e Informatica in seno al nuovo Ispettorato delle Armi e contestualmente il comandante della scuola ha assunto l'incarico di vice ispettore dell'Arma delle trasmissioni.
La Scuola Specializzati delle trasmissioni è rimasta attiva fino al 3 maggio 1991 quando, per una delle riforme dell’Esercito Italiano, l'istituto di formazione venne sciolto e la caserma assegnata al 45º Reggimento Trasmissioni. Successivamente la caserma di San Giorgio a Cremano dal 1998 sarebbe diventata la sede del 2º Comando delle forze di difesa e, dal 2002, della Divisione "Acqui".
Con la recente riorganizzazione del Comparto C4I dell’Esercito, la Scuola delle Trasmissioni e Informatica è transitata alle dipendenze del Comando trasmissioni ed è stata riordinata a livello battaglione.

## Missione
L'istituto ha il compito di gestire la formazione e la specializzazione degli Allievi marescialli e allievi sergenti, e la qualificazione, l'aggiornamento e la specializzazione di ufficiali, sottufficiali e volontari in ferma prefissata e in servizio permanente.
La Scuola delle Trasmissioni e Informatica inoltre, nell’ambito della formazione e-learning, provvede alla produzione dei contenuti e contribuisce alla diffusione della metodologia didattica nello specifico settore.
Nello specifico la missione della scuola concerne:
- formulare gli indirizzi per la preparazione del personale delle trasmissioni
- elaborare la dottrina di impiego dell'Arma, la normativa tecnica e concorrere alla definizione delle acquisizioni future dei materiali
- organizzare e svolgere le CREVAL (Combat Readiness Evaluation) dei reparti delle trasmissioni e specializzare allievi marescialli, allievi sergenti e volontari
- aggiornare, qualificare e riqualificare tutto il personale di forza armata
- sperimentare e svolgere attività di studio sui materiali delle trasmissioni da introdurre in servizio
- produrre video-filmati didattici e promozionali per tutte le Unità dell'Esercito, realizzare dirette televisive.

## Stemma
Ornamenti esteriori: lo scudo è sormontato dalla corona turrita degli Enti Militari lista bifida d'oro, svolazzante, collocata sotto la punta dello scudo, incurvata con la concavità rivolta verso l'alto, riportante il motto, in lettere maiuscole di nero: SPATIA DEVINCO DISIUNCTA CONIUNGO; nastro rappresentativo della ricompensa al Valore: annodato nella parte centrale non visibile della corona turrita, scendente svolazzante in sbarra dal punto predetto, passando dietro la parte superiore dello scudo: 1 M.A.V.E. (per l'Arma delle Trasmissioni).»